# 桥家河乡
桥家河乡，是中华人民共和国河北省保定市易县下辖的一个乡镇级行政单位。

## 行政区划
桥家河乡下辖以下地区：
桥家河村、口子村、大岭沟村、杏树台村、寨头村和大北庄村。